# Bejaria infundibula
Bejaria infundibula är en ljungväxtart som beskrevs av Steven Earl Clemants. 
Bejaria infundibula ingår i släktet Bejaria och familjen ljungväxter. Inga underarter finns listade i Catalogue of Life.